# 梅塔莫拉 (密歇根州)
梅塔莫拉（英語：Metamora）是位於美國密歇根州拉皮爾縣梅塔莫拉鎮區的一個村。

## 人口
根據2020年美國人口普查的數據，梅塔莫拉的面積為2.16平方千米，當中陸地面積為2.16平方千米，而水域面積為0.00平方千米。當地共有人口594人，而人口密度為每平方千米275人。